# Roger Penske
Roger Searle Penske (* 20. Februar 1937 in Shaker Heights, Ohio) ist ein US-amerikanischer Geschäftsmann und Besitzer des Automobil-Rennstalls Team Penske.

## Karriere
1958 begann Penske mit Rennwagen zu handeln und selbst Rennen zu fahren. In beidem war er sehr erfolgreich. Bis 1965 konnte er einige Rennen für sich entscheiden und wurde von der Zeitschrift Sports Illustrated zum Fahrer des Jahres 1960 gewählt. Penske nahm an zwei Automobil-Weltmeisterschaftsrennen teil und gewann ein NASCAR-Rennen.
Nach dem Ende seiner aktiven Karriere konzentrierte sich Penske zunächst auf die wirtschaftliche Seite seines Rennteams und baute in den folgenden Jahren ein internationales Firmenimperium basierend auf Nutzfahrzeugen und Autohandel auf. Von 1974 bis 1976 setzte er auch ein Team in der Formel 1 ein.
In den USA vertreibt er den Kleinwagen Smart der Daimler AG. Penske plante auch, die Automarke Saturn von General Motors zu übernehmen. Dies scheiterte, da es Penske nicht gelang, für die Übernahme einen internationalen Partner zu finden.

## Firmen und Beteiligungen
Roger Penske ist Besitzer oder Teilhaber diverser vorrangig im Automobil-Sektor angesiedelter Firmen (Auswahl):
- Besitzer von Team Penske, Penske Automotive Group, Penske Truck Leasing, Penske Logistics, Truck-Lite Europe (FER Fahrzeugelektrik) und Tamsen.
- Mitglied des Board of Directors von General Electric.
- Teilhaber von Ilmor.
- Teilhaber von VM Motori S.p.A.[3]

## Sonstiges
- Penske ist verheiratet und Vater von fünf Kindern.
- Er wurde 1995 in die amerikanische und 1998 in die internationale Motorsports Hall of Fame aufgenommen.

## Statistik

### Statistik in der Automobil-Weltmeisterschaft
Diese Statistik umfasst alle Teilnahmen des Fahrers an der Automobil-Weltmeisterschaft, die heutzutage als Formel-1-Weltmeisterschaft bezeichnet wird.

#### Gesamtübersicht
| Saison | Team              | Chassis    | Motor         | Rennen | Siege | Zweiter | Dritter | Poles | schn. Rennrunden | Punkte | WM-Pos. |
| ------ | ----------------- | ---------- | ------------- | ------ | ----- | ------- | ------- | ----- | ---------------- | ------ | ------- |
| 1961   | John M. Wyatt     | Cooper T53 | Climax 1.5 L4 | 1      | −     | −       | −       | −     | −                | −      | NC      |
| 1962   | Dupont Team Zerex | Lotus 24   | Climax 1.5 V8 | 1      | −     | −       | −       | −     | −                | −      | NC      |
| Gesamt | Gesamt            | Gesamt     | Gesamt        | 2      | −     | −       | −       | −     | −                | −      |         |

#### Einzelergebnisse
| Saison | 1 | 2 | 3 | 4 | 5 | 6 | 7 | 8 | 9 |
| ------ | - | - | - | - | - | - | - | - | - |
| 1961   |   |   |   |   |   |   |   |   |   |
|        |   |   |   |   |   |   | 8 |   |   |
| 1962   |   |   |   |   |   |   |   |   |   |
|        |   |   |   |   |   |   | 9 |   |   |

| Legende  | Legende            | Legende                                                          |
| Farbe    | Abkürzung          | Bedeutung                                                        |
| -------- | ------------------ | ---------------------------------------------------------------- |
| Gold     | –                  | Sieg                                                             |
| Silber   | –                  | 2. Platz                                                         |
| Bronze   | –                  | 3. Platz                                                         |
| Grün     | –                  | Platzierung in den Punkten                                       |
| Blau     | –                  | Klassifiziert außerhalb der Punkteränge                          |
| Violett  | DNF                | Rennen nicht beendet (did not finish)                            |
| Violett  | NC                 | nicht klassifiziert (not classified)                             |
| Rot      | DNQ                | nicht qualifiziert (did not qualify)                             |
| Rot      | DNPQ               | in Vorqualifikation gescheitert (did not pre-qualify)            |
| Schwarz  | DSQ                | disqualifiziert (disqualified)                                   |
| Weiß     | DNS                | nicht am Start (did not start)                                   |
| Weiß     | WD                 | zurückgezogen (withdrawn)                                        |
| Hellblau | PO                 | nur am Training teilgenommen (practiced only)                    |
| Hellblau | TD                 | Freitags-Testfahrer (test driver)                                |
| ohne     | DNP                | nicht am Training teilgenommen (did not practice)                |
| ohne     | INJ                | verletzt oder krank (injured)                                    |
| ohne     | EX                 | ausgeschlossen (excluded)                                        |
| ohne     | DNA                | nicht erschienen (did not arrive)                                |
| ohne     | C                  | Rennen abgesagt (cancelled)                                      |
| ohne     | keine WM-Teilnahme |                                                                  |
| sonstige | P/fett             | Pole-Position                                                    |
| sonstige | 1/2/3/4/5/6/7/8    | Punktplatzierung im Sprint-/Qualifikationsrennen                 |
| sonstige | SR/kursiv          | Schnellste Rennrunde                                             |
| sonstige | *                  | nicht im Ziel, aufgrund der zurückgelegten Distanz aber gewertet |
| sonstige | ()                 | Streichresultate                                                 |
| sonstige | unterstrichen      | Führender in der Gesamtwertung                                   |

### Le-Mans-Ergebnisse
| Jahr | Team                       | Fahrzeug          | Teamkollege     | Platzierung | Ausfallgrund |
| ---- | -------------------------- | ----------------- | --------------- | ----------- | ------------ |
| 1963 | North American Racing Team | Ferrari 330TRI LM | Pedro Rodríguez | Ausfall     | Unfall       |

### Sebring-Ergebnisse
| Jahr | Team                   | Fahrzeug                       | Teamkollege   | Platzierung            | Ausfallgrund |
| ---- | ---------------------- | ------------------------------ | ------------- | ---------------------- | ------------ |
| 1961 | Brumos Porsche Company | Porsche 718 RS/61              | Bob Holbert   | Rang 5 und Klassensieg |              |
| 1962 | Briggs Cunningham      | Cooper T57 Monaco              | Bruce McLaren | Rang 5                 |              |
| 1963 | Mecom Racing Team      | Ferrari 250 GTO                | Augie Pabst   | Rang 4                 |              |
| 1964 | McKean Chevrolet Inc.  | Chevrolet Corvette Grand Sport | Jim Hall      | Rang 17                |              |

### Einzelergebnisse in der Sportwagen-Weltmeisterschaft
| Saison | Team                           | Rennwagen                            | 1   | 2   | 3   | 4   | 5   | 6   | 7   | 8   | 9   | 10  | 11  | 12  | 13  | 14  | 15  | 16  | 17  | 18  | 19  | 20  | 21  | 22  |
| ------ | ------------------------------ | ------------------------------------ | --- | --- | --- | --- | --- | --- | --- | --- | --- | --- | --- | --- | --- | --- | --- | --- | --- | --- | --- | --- | --- | --- |
| 1961   | Brumos Porsche                 | Porsche 718                          | SEB | TAR | NÜR | LEM | PES |     |     |     |     |     |     |     |     |     |     |     |     |     |     |     |     |     |
| 1961   | Brumos Porsche                 | Porsche 718                          | 5   |     |     |     |     |     |     |     |     |     |     |     |     |     |     |     |     |     |     |     |     |     |
| 1962   | Roger Penske Briggs Cunningham | Cooper T57 Fiat-Abarth 1000 Bialbero | DAY | SEB | SEB | MAI | TAR | BER | NÜR | LEM | TAV | CCA | RTT | NÜR | BRI | BRI | PAR |     |     |     |     |     |     |     |
| 1962   | Roger Penske Briggs Cunningham | Cooper T57 Fiat-Abarth 1000 Bialbero | DNF | DNF | 5   |     |     |     |     |     |     |     |     |     | DNF |     |     |     |     |     |     |     |     |     |
| 1963   | John Mecon NART                | Ferrari 250 GTO Ferrari 330TRI       | DAY | SEB | SEB | TAR | SPA | MAI | NÜR | CON | ROS | LEM | MON | WIS | TAV | FRE | CCE | RTT | OVI | NÜR | MON | MON | TDF | BRI |
| 1963   | John Mecon NART                | Ferrari 250 GTO Ferrari 330TRI       | 2   |     | 4   |     |     |     |     |     |     | DNF |     |     |     |     |     | 8   |     |     |     |     |     |     |
| 1964   | McKean Chevrolet Inc.          | Chevrolet Corvette Grand Sport       | DAY | SEB | TAR | MON | SPA | CON | NÜR | ROS | LEM | REI | FRE | CCE | RTT | SIM | NÜR | MON | TDF | BRI | BRI | PAR |     |     |
| 1964   | McKean Chevrolet Inc.          | Chevrolet Corvette Grand Sport       | 17  |     |     |     |     |     |     |     |     |     |     |     |     |     |     |     |     |     |     |     |     |     |